# Sepia joubini
Sepia joubini är en bläckfiskart som beskrevs av Anne Letitia Massy 1927. Sepia joubini ingår i släktet Sepia och familjen Sepiidae. IUCN kategoriserar arten globalt som otillräckligt studerad. Inga underarter finns listade i Catalogue of Life.